# Contea di Sumner (Kansas)
.
La contea di Sumner, in inglese Sumner County, è una contea dello Stato del Kansas, negli Stati Uniti. La popolazione al censimento del 2010 era di 24 132 abitanti. Il capoluogo di contea è Wellington.
La contea di Sumner rientra nell'area metropolitana di Wichita.

## Storia
Il 26 febbraio 1867, la contea di Sumner è stata creata da parte del territorio dalla Contea di Marion e da Butler. La contea porta il nome di Charles Sumner (1811-1874) senatore per il Massachusetts e contrario alla Schiavitù negli Stati Uniti d'America.